# Diplazium egenolfioides
Diplazium egenolfioides är en majbräkenväxtart som beskrevs av Michael Greene Price.
Diplazium egenolfioides ingår i släktet Diplazium och familjen Athyriaceae. Inga underarter finns listade i Catalogue of Life.